# Ophiacantha vilis
Ophiacantha vilis is een slangster uit de familie Ophiacanthidae.
De wetenschappelijke naam van de soort werd in 1924 gepubliceerd door Theodor Mortensen.